# Another Job for the Undertaker
Pour plus de détails, voir Fiche technique et Distribution.
Another Job for the Undertaker est un film américain muet et en noir et blanc, réalisé par Edwin S. Porter, sorti en 1901.

## Fiche technique
- Titre : Another Job for the Undertaker
- Réalisation : Edwin S. Porter
- Production : Edison Studios
- Date de sortie : États-Unis : 15 mai 1901